# Pferderennbahn Schachen

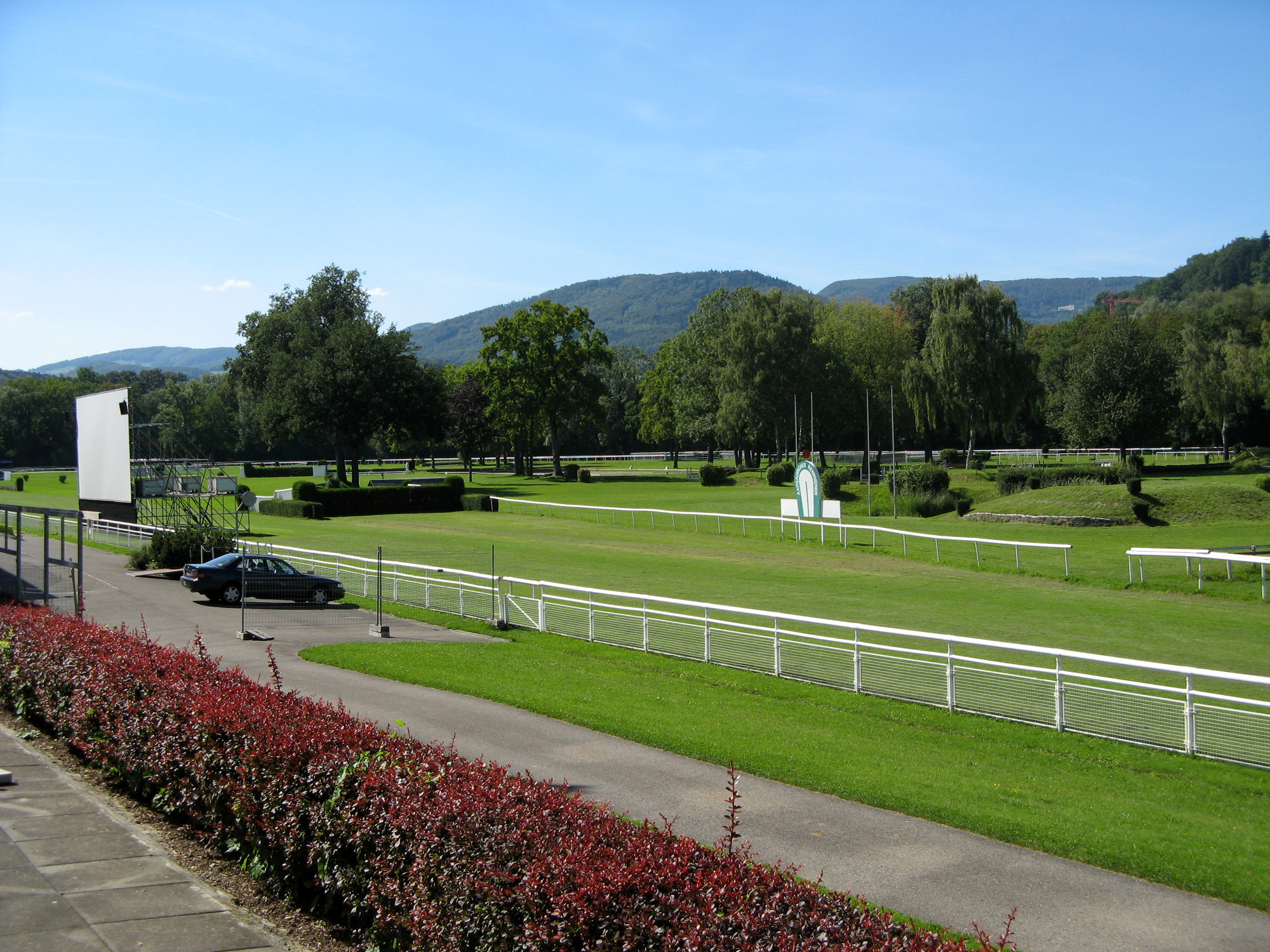
Pferderennbahn Schachen

Die Pferderennbahn Schachen ist eine Pferderennbahn in Aarau in der Schweiz. Sie befindet sich an der Schwimmbadstrasse im Schachenquartier, etwa einen halben Kilometer westlich der Altstadt, und erstreckt sich teilweise auf das Gebiet der benachbarten Gemeinde Eppenberg-Wöschnau.
Die Bahn für Galopp- und Trabrennen hat eine Länge von 1200 Metern. Auf der Innenseite gibt es zwei Diagonalen für Jagdrennen und zusätzliche Hindernisse für Crossrennen. Der Rennverein Aarau veranstaltet jährlich vier Hauptrenntage sowie zahlreiche andere Veranstaltungen. Dazu gehören Windhundrennen und Hundesporttage. Ausserdem findet hier im Juli am selben Tag wie der Maienzug das Musikfestival Chrutwäje Openair statt.
1921 wurde auf dem damaligen Exerzierplatz der Infanterie- und Kavalleriekaserne das erste Pferderennen durchgeführt. Zwei Jahre später konstituierte sich der Rennverein, ab 1927 gab es Pferdewetten. 1947 wurde die betonierte Tribüne errichtet, womit Aarau über die erste permanente Pferderennbahn der Schweiz verfügte. Im selben Jahr fand hier erstmals der Grosse Preis der Schweiz statt. 1995/96 erfolgte eine umfangreiche Modernisierung der Anlage mit Kosten von 3,4 Millionen Franken.